# تحفيز حمضي
التحفيز الحمضي (ملاحظة 1) في الحفز الحمضي والحفز الأساسي يتم تحفيز التفاعل الكيميائي بواسطة حمض أو قاعدة، الحمض هو المتبرع ل البروتون والقاعدة هي مستقبل البروتون، والمعروفة باسم برونستد لوري حمض وقاعدة على التوالي، ردود الفعل النموذجية التي تحفزها نقل البروتون هي استراتيونات وتفاعلات الدول. في هذه التفاعلات الحمض المرافق لمجموعة كاربونيل هو إلكتروفيل أفضل من مجموعة كاربونيل المحايدة نفسها، يمكن أن يحدث الحفز بواسطة حمض أو قاعدة بطريقتين مختلفتين: الحفز المحدد والحفز العام وتعمل العديد من الإنزيمات بواسطة الحفز الحمضي.

## التطبيقات والأمثلة

### أحماض برونستيد
يستخدم الحفز الحمضي أساسا للتفاعلات الكيميائية العضوية. العديد من الأحماض يمكن أن تعمل كمصادر للبروتونات، الاحماض التي تستخدم للتحفيز: تشمل حمض الهيدروفلوريك (في عملية ألكلاتيون)، وحامض الفوسفوريك، حمض تولوين سلفونيك، سلفونات البوليستيرين، الأحماض غير المتجانسة، الزيوليت. الأحماض القوية تحفز التحلل أسترة تبادلية (transesterification) من الاسترات، على سبيل المثال تجهيز الدهون في وقود الديزل الحيوي.

### المحفزات الحمضية الصلبة
تستخدم في الكيمياء على نطاق صناعي، وتحفز العديد من العمليات من قبل «الأحماض الصلبة». كما المحفزات غير متجانسة، الأحماض الصلبة التي لا تذوب في وسط التفاعل.وتشمل الأمثلة المعروفة هذه الأكاسيد، التي تعمل كأحماض لويس: (الألومينات السيليكونية (زيوليت، ألومينا، فوسفات ألومنيوم سيليكونية), زركونيا مكبرتة والعديد من أكاسيد الفلزات الانتقالية مثل التيتانيا والزركونيا والنيوبيا. تستخدم هذه الأحماض في التكسير كما تستخدم العديد من الأحماض الصلبة برونستيد صناعيا في التطبيقات واسعة النطاق بشكل خاص، على سبيل المثال، مزيج من البنزين والإيثيلين لإعطاء إيثيل بنزين. . تطبيق رئيسي آخر هو إعادة ترتيب سيكلوهيكسانون أوكسيم إلى كابرولاكتام.

## هوامش
ملاحظة 1 أو الحفز الحمضي يقابلها (بالإنجليزية: Acid catalysis)‏